# Église d'Iitti
L'église d'Iitti (en finnois : Iittin kirkko) est une église luthérienne construite à Iitti en Finlande.

## Présentation
L'église construite en 1693 est conçue par David Johansson qui concevra et construira plus tard les églises d'Asikkala et d'Hartola.
En 1914, l'église est transformée par Josef Stenbäck. Elle est construite en bois.

## Galerie

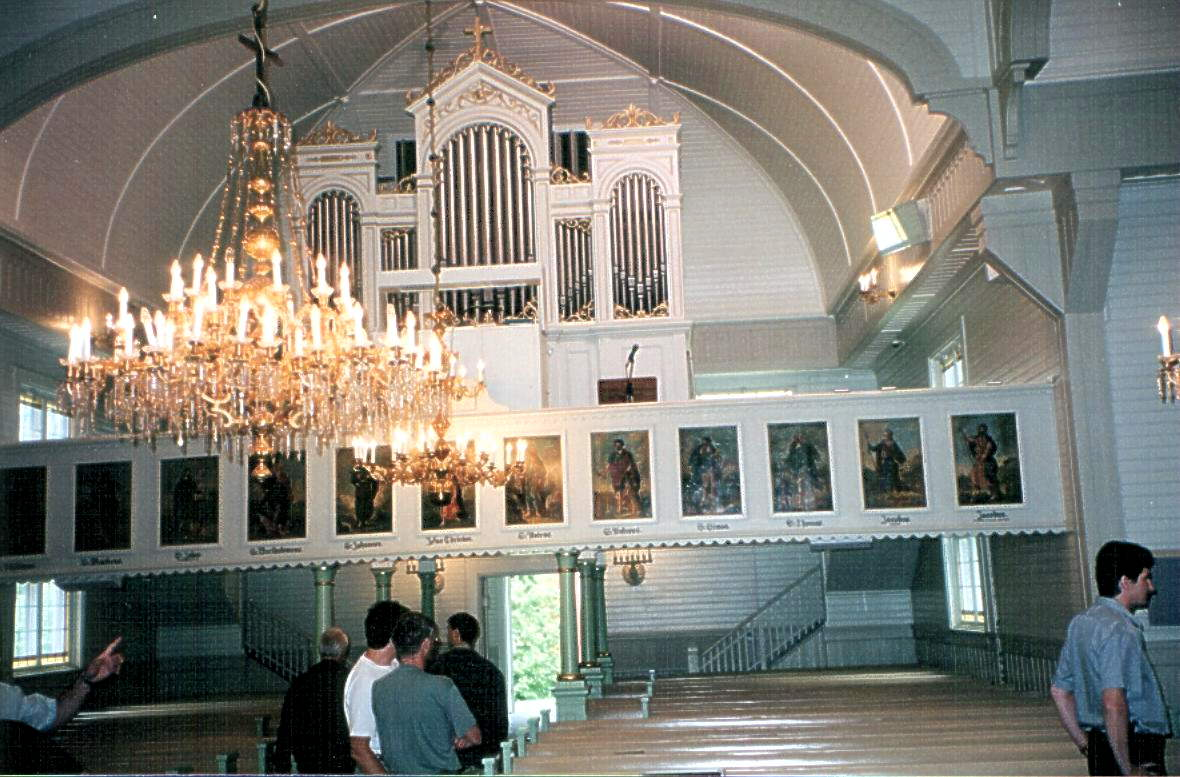
Vue intérieure
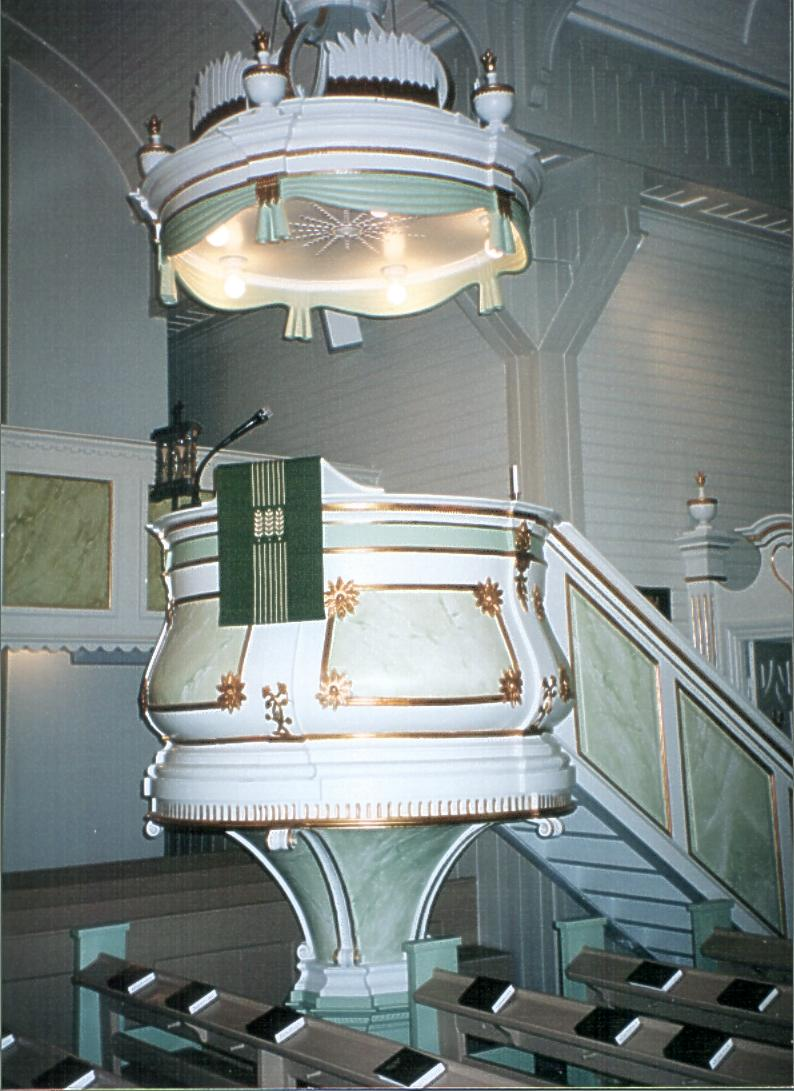
La chaire.
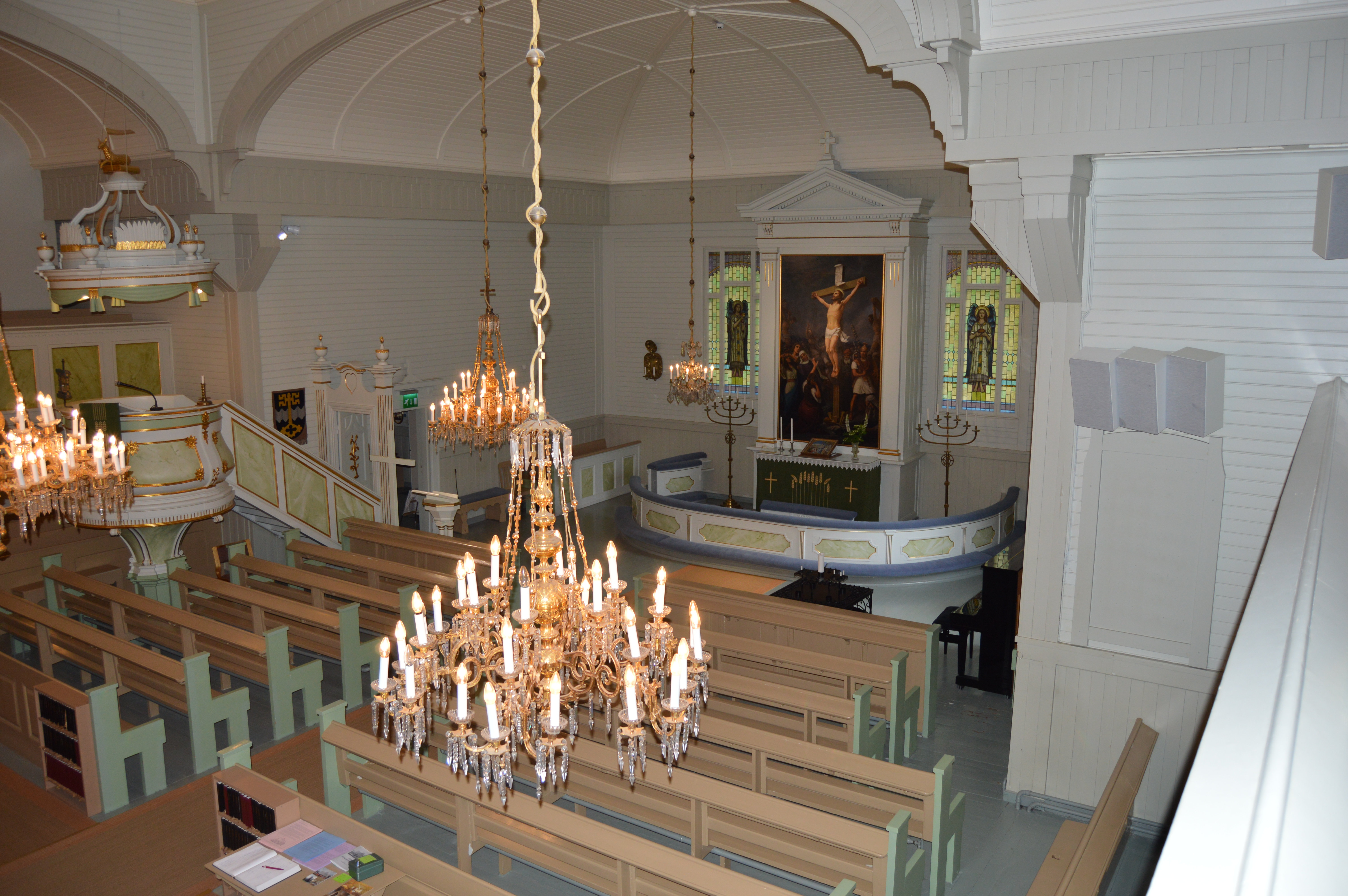
L'autel.
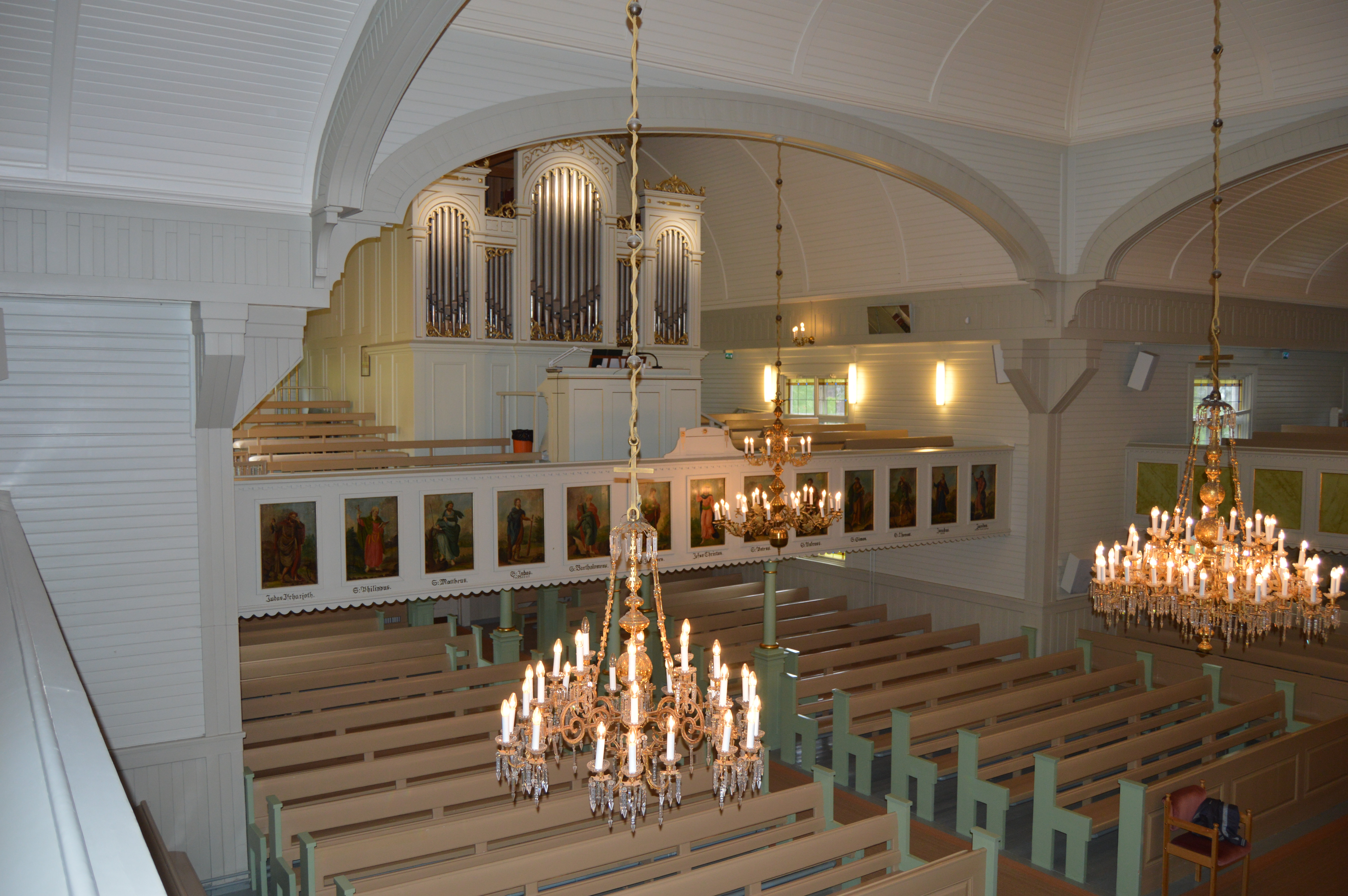
L'orgue.